# Giovanni Battista Bonino
Giovanni Battista Bonino (* 3. Mai 1899 in Genua; † 11. Dezember 1985 ebenda) war ein italienischer Chemiker. Er war in den 1930er Jahren ein Pionier der Quantenchemie in Italien. Bonino war Professor an der Universität Bologna.
Bonino erhielt schon 1920 seine Laurea in Chemie in Genua, wo er 1923 Assistent in pharmazeutischer Chemie war. 1925 erhielt er in Bologna die Lehrbefugnis in Physikalischer Chemie und war ab 1927 außerordentlicher Professor für Physikalische Chemie zunächst an der Ingenieursfakultät und 1930 wurde er ordentlicher Professor in Bologna. Er blieb bis 1958 in Bologna bis auf die Zeit 1945/46, als er vorübergehend an der Universität Pavia war. Er war 1935 bis 1941 Vorstand der Fakultät für Pharmazie und 1941 bis 1944 der für Chemieingenieurwesen sowie 1947 bis 1958 der Fakultät für Mathematik und Naturwissenschaften. 1959 wurde er Professor für Angewandte Chemie in Genua. 1975 wurde er emeritiert.
Er forschte über Infrarot- und Raman-Spektren, Magneto- und Elektrochemie und entwarf eine Theorie aromatischer Ringe, befasste sich mit Photochemie und der Lösung starker Elektrolyte. Zuletzt befasste er sich mehr mit angewandter Chemie und chemischer Verfahrenstechnik.
1938 erhielt er die August-Wilhelm-von-Hofmann-Denkmünze. Er war korrespondierendes Mitglied der Österreichischen Akademie der Wissenschaften (1942), Mitglied der Akademie der Wissenschaften in Turin und der Päpstlichen Akademie der Wissenschaften sowie seit 1932 der Leopoldina. Er spielte eine wichtige Rolle im nationalen italienischen Forschungsrat CNR und stand dort der Chemie vor.